# Igor Jeličić
Igor Jeličić (en serbe : Игор Јеличић), né le 28 février 2000 à Novi Sad en Serbie, est un footballeur serbe qui évolue au poste de défenseur central au Kristiansund BK.

## Biographie

### En club
Né à Novi Sad en Serbie, Igor Jeličić est formé par le club de sa ville natale, le Vojvodina Novi Sad. Il signe son premier contrat professionnel le 27 décembre 2018. Jeličić commence à être intégré à l'équipe première au cours de la saison 2018-2019, mais c'est avec toutefois avec le FK Kabel (en) en deuxième division serbe, où il est prêté en 2020, qu'il commence sa carrière professionnelle. Il joue son premier match le 15 août 2020 face au FK Dubočica (en), lors de la première journée de la saison 2020-2021. Il est titularisé et son équipe l'emporte par trois buts à un.
De retour au Vojvodina Novi Sad à l'été 2021, il joue son premier match pour le club le 8 août 2021 face au FK Voždovac Belgrade, faisant par la même occasion sa première apparition en première division serbe. Il entre en jeu et son équipe s'impose par deux buts à zéro.
Le 23 août 2024, Igor Jeličić prend la direction de la Norvège afin de signer en faveur du Kristiansund BK pour un contrat dourant jusqu'en décembre 2026.

### En sélection
Igor Jeličić commence sa carrière internationale avec l'équipe de Serbie des moins de 15 ans. Il joue deux matchs avec cette sélection en 2015.
Il représente l'équipe de Serbie des moins de 19 ans. Avec cette sélection il joue un total de dix matchs entre 2018 et 2019.